# Miadzwiedży Łoh
Miadzwiedży Łoh (biał. Мядзведжы Лог; ros. Медвежий Лог, Miedwieżyj Łog) – osiedle na Białorusi, w obwodzie homelskim, w rejonie homelskim, w sielsowiecie Ułukauje.
Znajduje tu się stacja kolejowa Łaryszczawa, położona na Zakapyccie – Homel.